# Augusto Aristizábal Ospina
Augusto Aristizábal Ospina (Manizales, 26 de mayo de 1928 - Medellín, 6 de noviembre de 2004) fue un eclesiástico colombiano de la Iglesia católica. Fue obispo auxiliar de Cali, y obispo de la diócesis de Jericó.

## Biografía
Augusto Aristizábal Ospina fue ordenado sacerdote el 31 de octubre de 1954. El 2 de junio de 1969 fue nombrado obispo auxiliar de Cali por el papa Pablo VI.
Ocho años después Augusto Aristizábal Ospina es nombrado obispo de Jericó Antioquia por el papa Pablo VI y en esta diócesis permanece 26 años. Un hecho se destaca en su gestión episcopal es la reapertura en Jericó del Seminario Mayor a partir del año de 1984.
Tras alcanzar el límite de edad monseñor Augusto Aristizábal Ospina le presentó su renuncia al papa Juan Pablo II, la cual fue aceptada el 7 de octubre de 2003.